# Święta wojna (film)
Święta wojna – polski czarno-biały film komediowy z 1965 roku o rozgrywkach piłkarskich i próbie kupienia meczu.
Plenery: Piotrków Trybunalski (Starówka, pl. Kościuszki, pl. Czarnieckiego, ul. Farna, pl. Niepodległości, stadion KS „Concordia”).

## Obsada
- Elżbieta Czyżewska - Gabrysia
- Barbara Rachwalska - żona Kukułki
- Mieczysław Czechowicz - Antoni Kotyrba, kibic „Naprzodu”
- Tadeusz Kalinowski - dyrektor kopalni
- Roman Kłosowski - Henio, kibic „Naprzodu”
- Andrzej Kopiczyński - Grześ Walczak, piłkarz „Sparty”
- Zdzisław Maklakiewicz - Kożuszek, prezes „Naprzodu”
- Ryszard Pietruski - porucznik Sucharek, kibic „Sparty”
- Bolesław Płotnicki - sztygar Szymon Kukułka, porządkowy na meczach, kibic „Naprzodu”
- Jacek Fedorowicz - fryzjer Leon, kibic „Sparty”
- Zbigniew Koczanowicz - Stronciak, prezes „Sparty”
- Marian Łącz - Zakrzewski, trener „Sparty”
- Janina Jabłonowska - Walczakowa, matka Grzegorza
- Marian Wojtczak